# Guy Coëme
Guy Coëme, né le 21 août 1946 à Waremme, est un homme politique belge wallon, membre du PS.

## Biographie
Il obtient une licence en sciences politiques à l'Université de Liège en 1968 et rejoint très tôt le mouvement socialiste dans lequel il s'élève rapidement. Il comptera comme un expert et un responsable fidèle du parti tout au long de sa carrière au sein du parti. Il commence sa carrière comme protégé d' Edmond Leburton. De 1970 à 1974, il travaille comme attaché au bureau politique de l'ancien PSB.
Lorsque le PS rejoint le gouvernement fédéral en mai 1988, Guy Coëme devient ministre de la Défense dans les gouvernements Martens VIII et IX. Au cours de son ministère, il a plaidé pour une réduction des effectifs de l'armée et en 1988, il s'est opposé à la modernisation des armes nucléaires de l'OTAN. Lors de la première guerre du Golfe en 1991, la Belgique a fourni des munitions et un soutien à la France et à la Grande-Bretagne. En 1990, lui et 14 autres chefs de gouvernement ont signé et ratifié l'une des lois sur l'avortement les plus libérales au monde.

## Carrière politique
- Ancien vice-premier ministre et ministre des Communications et des Entreprises publiques (1992-1995).
- Ancien ministre de la Défense nationale (1988-1992).
- Ancien président de l'exécutif régional wallon (février à mai 1988).
- Ancien secrétaire d'État à la Région wallonne (1981).
- Ancien conseiller provincial et député permanent de la province de Liège.
- Ancien échevin de Waremme.
- Bourgmestre de Waremme (2007-2012).
- Député fédéral belge (1981-1995, 2007-2010)

## Affaires

### Affaire Inusop
L'affaire UNIOP-INUSOP est un scandale politique belge du début des années 1990, dans lequel il était allégué que les ministres du gouvernement du Parti socialiste avaient payé des études politiques à la fin des années 1980.
En 1996, Guy Coëme, alors ministre de la défense, écope d'une peine de 2 ans de prison avec sursis et de la déchéance de ses droits civils et politiques pendant 5 ans pour faux, usage de faux, escroquerie, abus de confiance et corruption. Cette affaire était liée au financement du parti socialiste.
En 2000, la cour européenne des droits de l'homme a cependant estimé que les accusés n'avaient pas disposé d'un procès équitable, et octroyé à Guy Coëme un dédommagement équivalent à 125 000 euros.

### Affaire Agusta
L'affaire Agusta (ou affaire Agusta-Dassault) est une affaire judiciaire de corruption liée à l'achat, en 1988, par la défense belge d'hélicoptères de combat fabriqués par la firme italienne Agusta.
Elle entraîna la démission de plusieurs responsables politiques importants.
Guy Coëme (PS), ministre de la Défense au moment des faits et Vice-premier ministre en 1994, sera mis en cause et devra démissionner.
La Cour de Cassation le condamnera le 23 décembre 1998 à deux ans de prison avec sursis et à cinq ans d'interdiction d'une fonction publique.

### Affaire April
En 2009, il est mis en cause par le quotidien Vers l'Avenir pour sa fonction de consultant de l'ASBL April qui avait pour objet social pour promouvoir des intercommunales liégeoises, dont il était précédemment directeur. Il aurait reçu entre les dates de janvier 2008 et mars 2009 approximativement 60,000 € à ce titre. Elio Di Rupo, président du PS, s'est exprimé sur le sujet et estimé que ce genre de pratiques devaient être éliminées.

## Honneurs
Guy Coëme est grand officier de l'ordre de Léopold.